# Zollenspieker (Naturschutzgebiet)
Der Zollenspieker ist ein Naturschutzgebiet in den Hamburger Stadtteilen Kirchwerder und Neuengamme im Bezirk Bergedorf.

## Allgemeines
Das Naturschutzgebiet ist rund 80 Hektar groß. Es besteht aus drei Teilen und erstreckt sich am Nordufer der Elbe östlich des Ortsteils Zollenspieker. Im Nordosten schließt sich das Naturschutzgebiet „Kiebitzbrack“ an. Das Naturschutzgebiet beinhaltet die rund 64 Hektar großen Außendeichsflächen von Stromkilometer 594 bis 598 sowie zwei, zusammen rund 13 Hektar große Binnendeichsflächen zwischen Grünerdeich und Riepenburg, die sich bis zum Marschbahndamm über die Carlsbrack, die Riepenburger Brack und das Riepenburger Vogelschutzgehölz erstrecken. Das Gebiet, das vom Landesverband Hamburg des Naturschutzbundes Deutschland betreut wird, steht seit dem 26. April 1988 unter Naturschutz. Es bildet zusammen mit dem Naturschutzgebiet „Kiebitzbrack“ das 1998 gemeldete FFH-Gebietes „Zollenspieker/Kiebitzbrack“.

## Außendeichsflächen
Die Außendeichsflächen sind zwischen 100 und 400 Meter breit. Im Nordosten des Naturschutzgebiets reicht der Deich näher an den Flusslauf, hier sind die Flächen teilweise nur noch rund 35 Meter breit. Die Flächen unterliegen Tide und Flussdynamik. Sie werden vor allem im westlichen Bereich des Naturschutzgebietes von Auwaldresten und zwischen den Steinschüttungen der Buhnen Süßwasserwatten geprägt, an die sich Wiesenflächen anschließen. Im östlichen Bereich dominieren Wiesenflächen und Hochstaudenfluren. Die Wiesen stellen sich am Deichfuß teilweise als blütenreiche Mähwiesen dar, auf denen u. a. Glatthafer, Heidenelke und Wiesenstorchschnabel wächst.
Ein im Außendeichsgelände vom Zollenspieker Hafen ausgehender Priel wurde 1996 als „Priel 1“ nach Osten verlängert und an die Wattflächen angeschlossen. 2003 wurde im Bereich der Wattflächen ein weiterer Priel, der „Priel 2“, angelegt und dafür die Buhnen im Wattenbereich durchtrennt. Der sandige Aushub wurde auf die Pionierinsel, welche sich gegenüber dem Riepenburger Brack befindet, ausgebracht. Hier entwickelte sich eine Ruderalflur trockener Standorte mit Ansätzen zu Magerrasen-Vegetation.

## Binnendeichsflächen

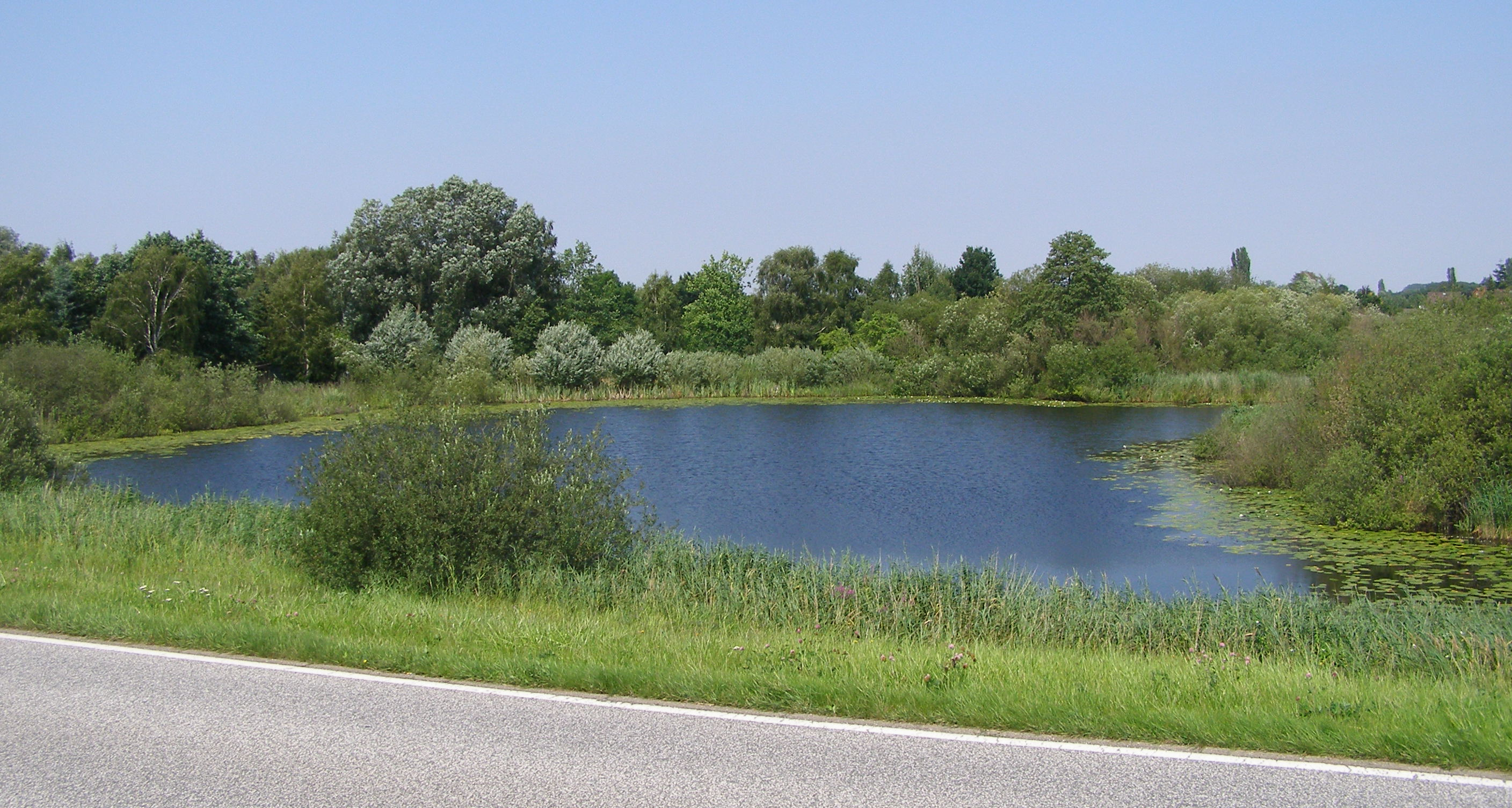
Das Carlsbrack

Die Teilbereiche „Carlsbrack“ und „Riepenburger Brack“ werden jeweils von einem Brack geprägt, welche durch Deichbrüche entstanden sind. Das genaue Alter beider Bracks ist unbekannt.
Das Carlsbrack ist von Schilfröhricht und Gehölzen umgeben, das Riepenburger Brack von Gehölzen. Die Wasseroberflächen beider Bracks werden zu großen Teilen von Gelber Teichrose und Weißer Seerose eingenommen. Außerdem ist Froschbiss zu finden, im Carlsbrack auch die Krebsschere.
Das Riepenburger Brack ist nach Norden über einen Graben mit dem Kraueler Sammelgraben verbunden. Der Graben erweitert sich stellenweise zu kleinen Weihern. Er wird von verbuschendem Schilfröhricht begleitet.
Östlich des Carlsbracks schließt sich ein Waldbereich an, durch den der Kirchwerder Mühlendamm verläuft. Der südliche Teil stellt sich als Rest eines Hartholzauwaldes dar. Er wird von Stieleichen dominiert. Nördlich schließt sich ein stellenweiser sehr nasser Erlenbruchwald an. Die Waldbereiche können bei Hochwasser der Elbe durch Qualmwasser überflutet werden.
Diese beiden Teilbereiche sind überwiegend von landwirtschaftlichen Nutzflächen umgeben. Stellenweise grenzt hier Wohnbebauung an das Naturschutzgebiet.

## Flora und Fauna
In den Außendeichsflächen sind rund 150, vielfach tideabhängige Pflanzenarten zu finden, darunter die Elb-Spitzklette, Einjähriger Beifuß und die nur an der Elbe vorkommende Elbe-Rasenschmiele (Deschampsia wibeliana ). Auch der endemisch auf den salzfreien Tidebereich der Elbe beschränkte Schierlingswasserfenchel ist hier zu finden.
Das Naturschutzgebiet ist Lebensraum für zahlreiche Vögel, darunter Bekassine, Uferschnepfe und Rotschenkel. Auch Eisvogel, Pirol und Wendehals sowie Wiesenpieper, Gelbspötter, Waldlaubsänger, Kleinspecht und Rohrweihe kommen hier vor. Die Watt- und Flachwasserbereiche sind Nahrungs-, Sammel- und Rastplatz für zahlreiche Vögel, darunter Gänsesäger, Brandgans und Krickente sowie weitere Wasservögel und Limikolen.
Priele, Rinnen und Flachwasserbereiche sind auch Lebensraum und Aufwuchsgebiet für zahlreiche Fischarten, darunter Bitterling, Finte, Fluss- und Meerneunauge, Rapfen, Schlammpeitzger, Steinbeißer und der Ostseeschnäpel.
Weiterhin ist das Naturschutzgebiet Lebensraum für Libellen, darunter Keilfleck-Mosaikjungfer, Fledermaus-Azurjungfer, Gemeine Heidelibelle und Früher Schilfjäger, Heuschrecken, darunter Große Goldschrecke und Sumpfschrecke, Tagfalter wie der Braunfleckige Perlmuttfalter und der Spiegelfleck-Dickkopffalter, die Feuchtwiesen bevorzugen, sowie das Kleine Wiesenvögelchen und der Schwarzkolbige Braun-Dickkopffalter, die trockene und magere Flächen bevorzugt, sowie Schnecken und Muscheln wie die in seggenreichen Ufersäumen lebende Bauchige Windelschnecke und die in sauerstoffreichen, organischen Gewässersedimenten lebende Zierliche Tellerschnecke.